# Lex Aurelia de tribunicia potestate
Die Lex Aurelia de tribunicia potestate war ein Plebiszit des Jahres 75 v. Chr., das Volkstribunen wieder berechtigte, andere Ämter des cursus honorum zu bekleiden. Zuletzt war dies unter Sulla verboten worden. Eingebracht hatte die lex Gaius Aurelius Cotta im Jahr seiner Wahl zum Konsul. 

## Hintergründe
Die Zielstellung der Lex Cornelia de tribunicia potestate im Rahmen der sullanischen Verfassungsreform aus den Jahren zwischen 82 und 79 v. Chr. war, dem Volkstribunat den Boden für seine politische Handlungsfähigkeit zu entziehen. Dazu bedurfte es der Aushebelung seiner popularen Machtbasis. Sulla befürchtete 83 v. Chr. – wie zu Zeiten seines ersten Konsulats fünf Jahre zuvor – als führender Vertreter der konservativen Adelspartei (Optimaten) in hartnäckige Auseinandersetzungen mit seinen radikalen popularen Gegenspielern verstrickt zu werden. Seine Reformen erwiesen sich im Punkt der Maßnahmen zur Einschränkung der tribunica potestas jedoch als wenig beständig, denn bereits in seinem Todesjahr verlangten namentlich nicht überlieferte Tribunen von den Spitzenmagistraten der Konsuln die Wiederinstandsetzung aller tribunizischen Gewaltverhältnisse.
Zwar war die lex ein erster Schritt zur Rehabilitation des Volkstribunats, doch es sollte noch fünf weitere Jahre dauern, bis 70 v. Chr. die alten Kraftverhältnisse wieder hergestellt waren. Im Rahmen des Erlasses eines ganzen Bündels von Gesetzen sorgten die gemeinsam amtierenden Konsuln Gnaeus Pompeius Magnus und Marcus Licinius Crassus für die Aufhebung zumindest gewichtiger Teile der sullanischen Verfassungselemente. Hierüber berichten mehrere antike Quellen.